# Glanssolhat
Glans-Solhat (Rudbeckia nitida) er en kraftigt voksende staude med opret vækst. Den stammer fra det sydøstlige USA.

## Beskrivelse
Barken er kantet-furet og stribet i brunt og grønt med stive hår. Bladene sidder fordelt hele vejen op ad de kraftige skud. De er spredte, groft tandede og stive, næsten læderagtige. Oversiden er mørkegrøn, mens undersiden er noget lysere. 
Blomstringen sker ret sent, i august-september. De enkelte blomster er store og endestillede. De består af en kegleformet, mørkt olivengrøn skive og bagudbøjede, skinnende gule randkroner. Frugterne modner af og til i Danmark.
Plantens tilvækst sker langs rodknoldens yderside. Derfor bliver planten efterhånden nøgen i midten. Fra rodknolden udgår også de groft trævlede rødder.
Højde x bredde og årlig tilvækst: 1,20 x 1 m (120 x 2 cm/år).

## Hjemsted
Glans-Solhat vokser langs vandløb og søbredder (dvs. i rørsumpe) i det sydøstlige USA.
| Portal | Portal:Botanik |